# I Choose
«I Choose» es una canción de la banda estadounidense de punk rock The Offspring. Es la canción número ocho de su cuarto disco de estudio Ixnay On The Hombre, que fue lanzado en 1997, y fue el quinto y último sencillo del mismo. 
El sencillo gozó de menos éxito comercial en comparación con los sencillos anteriores del álbum y fue omitido en su álbum recompilatirio Greatest Hits, que fue lanzado en 2005. Sin embargo, llegó a estar en el número 5 en el Hot Mainstream Rock Tracks de Billboard.

## Listado de canciones
| N.º                  | Título              | Duración |  |
| 1.                   | «I Choose»          | 3:54     |  |
| 2.                   | «All I Want (Live)» | 2:02     |  |
| 3.                   | «Mota»              | 2:55     |  |
| Duración total: 8:51 |                     |          |  |

## Videoclip
El videoclip fue grabado por Dexter Holland, y muestra una serie de escenas cómicas en un aeropuerto. Holland y Noodles, en el DVD del Greatest Hits aparecen bromeando sobre el supuesto de tener que realizar un vídeo como aquel en la actualidad con las medidas de seguridad de los aeropuertos hoy en día.

### Apariciones en DVD
El video musical también aparece en el DVD llamado "Complete Music Video Collection", que fue lanzado en 2005.

## Posiciones en las listas
| Listas                                       | Posición |
| -------------------------------------------- | -------- |
| EE. UU. Billboard Hot Mainstream Rock Tracks | N.º 5    |
| EE. UU. Billboard Hot Modern Rock Tracks     | N.º 24   |